# Avalanche Peak (Wyoming)
Der Avalanche Peak ist ein Berggipfel im Yellowstone-Nationalpark im nordwestlichen Teil des US-Bundesstaates Wyoming. Sein Gipfel hat eine Höhe von 3222 m. Er befindet sich wenige Kilometer nordöstlich des East Entrance des Yellowstone-Nationalparks, bildet die Grenze des Parks zum Shoshone National Forest und ist Teil der Absaroka-Bergkette in den Rocky Mountains. Aufgrund seiner Lage nördlich des US Highway 14/16/20 und der Aussicht über den Yellowstone Lake wird er im Gegensatz zu anderen Gipfeln der Absaroka-Bergkette häufig bestiegen.
Der Gipfel kann in 3–4 Stunden über den 3,3 km Avalanche Peak Trail vom Trailhead am Eleanor Lake aus erreicht werden.

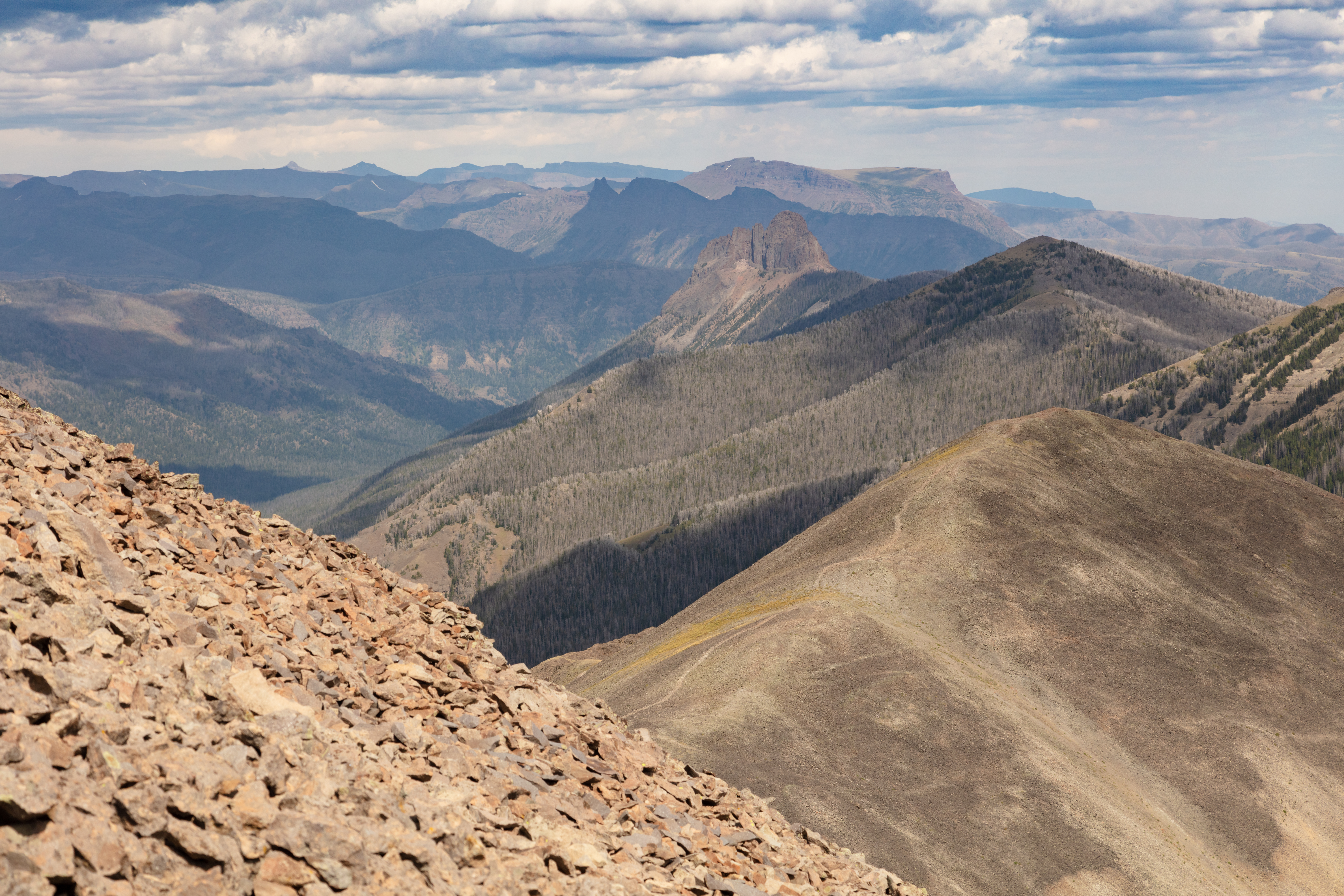
Blick nach Osten

Der Gipfel des Avalanche Peak mit der Teton Range im Hintergrund

## Belege
1. ↑  Avalanche Peak - Peakbagger.com. Abgerufen am 18. Dezember 2020.
2. ↑  GNIS Detail - Avalanche Peak. Abgerufen am 18. Dezember 2020.
3. ↑  Avalanche Peak Trail (U.S. National Park Service). Abgerufen am 18. Dezember 2020 (englisch).
4. ↑  Avalanche Peak : Climbing, Hiking & Mountaineering : SummitPost. Abgerufen am 18. Dezember 2020.